# Найкоротший шлях місіс Тодд
«Найкоротший шлях місіс Тодд» (англ. Mrs. Todd's Shortcut) — оповідання американського письменника Стівена Кінга. Вперше опубліковане в жіночому журналі Redbook за 1984 рік. Також оповідання увійшло до авторської збірки «Команда скелетів», яка побачила світ у 1985 році.
Цей твір є прикладом використання гіперпросторових подорожей поза межами класичних історій міжзоряних космічних подорожей.

## Історія написання та публікації
Прототипом головної героїні оповідання Кінг називав свою дружину Табіту, хоча сам має надію, що не схожий на чоловіка головної героїні. Кінг писав, що це оповідання стало для нього своєрідним поверненням у минуле, коли все «здається новим і відкриваються нові горизонти».
Вперше оповідання опубліковано у травневому випуску жіночого журналу Redbook за 1984 рік. За словами Кінга, він пропонував історію трьом жіночим журналам, але скрізь йому відмовили. У двох з них відмова була через вульгарні висловлювання в тексті оповідання, а у третьому (Cosmopolitan) через вік головної героїні.
21 червня 1985 року вийшла авторська збірка оповідань «Команда скелетів», куди увійшло це оповідання.

## Сюжет
Розповідь ведеться з погляду чоловіка похилого віку на ім'я Девід «Дейв» Оуенс (англ. David “Dave" Owens), який проживає у містечку Касл-Рок у штаті Мен. Він переповідає історію життя свого друга Гомера Бакленда (англ. Homer Buckland).
За часів своєї молодості Гомер працював у Ворта (англ. Worth Todd) і Офелії Тоддів (англ. Ophelia Todd), які приїжджали до міста щоліта. Офелія була товариською та життєрадісною жінкою, яка багато чого робила для свого міста. Також у неї було хоббі — вона любила на своєму автомобілі Mercedes-Benz 190 SL шукати короткі шляхи. Якось Офелія взяла Гомера з собою і він побачив, що вони зрізали відстань такою місцевістю, рослинність якої не схожа на флору штату Мен чи взагалі на якусь земну рослинність. У тій місцевості ростуть верби, які намагалися витягнути Гомера і Офелію з машини, весь ліс і трава рухалися, а на пеньку біля дороги сиділа жаба розміром з кота. І хоча Гомер був вражений побаченим, Офелія не здавалася здивованою.
Щоразу Офелія знаходила дедалі коротший шлях, і зрештою якимось чином стала проїжджати набагато менше миль, ніж було відстані на карті по прямій лінії між двома точками. Якось Гомер побачив автомобіль Офелії після поїздки ще одним коротким шляхом. На кузов автомобіля налипли водорості, які рухалися; на лобове скло налипли невідомі великі комахи (метелики розміром з горобця та комарі з людськими очима); а на решітці радіатора висіла мертва тваринка з гострими зубами й пазурами. Також Гомер помітив, що Офелія стала на вигляд молодшою та красивішою, він порівняв її з богинею Діаною. Зрештою, під час чергової своєї поїздки Офелія зникла безвісти.
Вісім років потому Девід знову зустрів Гомера, який виглядав років на десять молодше свого віку. Гомер каже, що знову зустрів Офелію і збирається поїхати з нею назавжди. На очах у здивованого Девіда Гомер сідає в машину до Офелії, яка на вигляд здавалася зовсім молодою і прекрасною, та вони їдуть геть.

## Зв'язок з іншими творами Кінга
На початку оповідання згадується мешканець Касл-Рока на ім'я Джо Кембер, якого загриз скажений сенбернар. Це посилання на роман Кінга «Куджо», опублікований у 1981 році.

## Відгуки
Американська письменниця Келлі Лінк зізналася, що прочитала збірку «Команда скелетів» у 16 років. Вона сказала, що оповідання «Найкоротший шлях місіс Тодд» є одним з декількох творів з книги, «які залишилися з нею на все життя» та що вона насолоджується сумнівними короткими шляхами в глухій місцевості.